# Abou Khaled al-Souri
Mohamed Bahaiah, dit Abou Khaled al-Souri (en arabe : أبو خالد السوري), aussi appelé Abou Omar al-Chami, né en 1963 à Alep et mort le 23 février 2014 à Alep, est un djihadiste syrien.

## Biographie
Dans les années 1980, il prend part à l'insurrection des Frères musulmans en Syrie et rejoint l'Avant-Garde combattante. 
Il rejoint ensuite al-Qaïda et est décrit sur des sites djihadistes comme un « compagnon de route » d'Oussama ben Laden et d'Ayman al-Zawahiri. Il est également proche d'Abou Moussab al-Souri. Il combat les Américains en Irak et en Afghanistan,.
Lors de la guerre civile syrienne, il devient un chef d'Ahrar al-Cham dans la région d'Alep ; il prône alors la coordination de tous les groupes armés,.
En juin 2013, un démêlé oppose le Front al-Nosra et l'État islamique de l'Irak et du Levant (EIIL) quant à la question de leur fusion ; le chef d'al-Qaïda, Ayman al-Zawahiri, affirme désapprouver cette fusion souhaitée par l'EIIL et charge Abou Khaled al-Souri de servir de médiateur entre les deux groupes. Néanmoins le conflit éclate en janvier 2014 entre l'EIIL et l'ensemble des groupes rebelles syriens.
Abou Khaled al-Souri est tué par un attentat de l'État islamique en Irak et au Levant, le 23 février 2014 à Alep : cinq hommes de l'EIIL s'introduisent dans le quartier-général d'Ahrar al-Cham et se font exploser, provoquant la mort de six rebelles, dont Abou Khaled al-Souri .